# José Cardozo
José Saturnino Cardozo (Nueva Italia, 19 maart 1971) is een voormalig betaald voetballer uit Paraguay, die bij voorkeur als aanvaller speelde. Hij beëindigde zijn actieve loopbaan in 2006 bij CA San Lorenzo de Almagro en stapte vervolgens het trainersvak in. Hij werd in 2002 uitgeroepen tot Zuid-Amerikaans voetballer van het jaar.

## Clubcarrière
Cardozo debuteerde in het seizoen 1987 voor Club Unión Pacífico in het profvoetbal en sloot zich in 1988 aan bij River Plate. Hij kwam daarnaast ook uit voor FC St. Gallen, Universidad Católica, Deportivo Toluca en CA San Lorenzo de Almagro.

## Interlandcarrière
Cardozo speelde zijn eerste interland voor Paraguay op 14 juni 1991 in de vriendschappelijke wedstrijd tegen buurland Bolivia (0-1), Hij kwam in totaal tot 82 interlands (25 goals) voor zijn vaderland. Hij maakte deel uit van de selectie voor het WK 1998 en het WK 2002. Daarnaast won hij als dispensatiespeler de zilveren medaille met de nationale ploeg bij de Olympische Spelen 2004 in Athene.